# Věznice Sajdnájá
Věznice Sajdnájá (arabsky سجن صيدنايا‎, Sidžn Sajdnájá) byla vojenská věznice v syrské Sajdnáji. Ve věznici byli drženi civilisté, příslušníci syrské opozice a politici. Syrská observatoř pro lidská práva v lednu 2021 uvedla, že od vypuknutí syrské občanské války v roce 2011 bylo ve věznici na příkaz prezidenta Bašára al-Asada zabito 30 000 osob. Amnesty International v únoru 2017 odhadla, že mezi zářím 2011 a prosincem 2015 bylo ve věznici mimosoudně popraveno 5 000 až 13 000 osob. Věznici se přezdívalo „lidská jatka“.
Dne 8. prosince 2024 se věznice zmocnily opoziční síly, které postupovaly směrem k Damašku. Správa věznice souhlasila s tím, že věznici předá opozičním silám výměnou za svůj bezpečný odchod. Nadzemní část byla osvobozena krátce po předání, zatímco osvobozování podzemní části trvalo několik dní.
Jednalo se o nejznámější věznici v Sýrii a symbol represivního režimu. Po dobytí věznice zveřejnila organizace Tahrír aš-Šám seznam uprchlých zaměstnanců věznice, kteří jsou po členech rodiny al-Asadových nejhledanějšími osobami v Sýrii.

## Poloha
Věznice ležela 16 km severně od hlavního města Damašku a 5 km jihozápadně od Sajdnáji. Rozkládala se na ploše 140,3 hektarů v polopoušti v nadmořské výšce okolo 1 300 m n. m.
Celý areál věznice měl rozměry 1,16 km × 1,22 km.

## Správa
Věznice byla spravována vojenskou policií, který byla pod přímým dohledem Vojenského zpravodajství.

## Historie

### Před rokem 2011
Snahy o vybudování věznice začaly v roce 1978, kdy syrská vláda zabavila pozemky místním statkářům a předala je ministerstvu obrany. Stavba byla zahájena v roce 1981 a dokončena v roce 1986, přičemž první vězni sem byli přivezeni o rok později.
V červenci 2008 došlo ke střetu mezi vojenskou policií a vězni, při kterém zahynulo 34 vězňů.